# Wankan
Wankan (王冠, Ōkan, coroa real) é um kata praticado em vários estilos de caratê. Sua origem remonta ao estilo Tomari-te.

## História
O kata Wankan é uma das técnicas mais vetustas do te de Oquinaua, o qual era praticado em Tomari-te, passando depois por meio do estilo Shorin-ryu aos estilos modernos. Como os estilos Tomari-te e Shuri-te comungam de várias técnicas, a forma parece ter sido praticada também em Shuri.
Penetrando mais no passado, o kata aponta para antes do século XIX, chegando a Oquinaua através da ilha de Kudaka, para onde foi desde a China numa das formas de kenpo (Hakkyoku ken, provavelmente) pelas mãos de um artista marcial homônimo.
Por outro lado, diz-se também que teria sido a forma particular da família real de Oquinaua, havia muitos séculos, pelo que sugere o nome wankan, ou "coroa real".
Quando o estilo Shotokan foi formalizado, em seu repertório técnico aparece um kata chamado Wankan, pero, a despeito de ser listado como forma avançada, é o mais curto de todos. Não constava de lista original do mestre Gishin Funakoshi e sua inclusão foi feita pelo filho do mestre, Yoshitaka Funakoshi, que começou a adaptá-lo para o escopo do estilo, porém, como é bastante curto em relação aos demais katas do estilo e às outras versões dos outros estilos, tem-se que esteja inacabado, pois seu desenvolvimento foi interrompido pelo falecimento precoce de Yoshitaka Funakoshi.
Wankan era o kata' preferido do mestre Shoshin Nagamine, fundador da escola Matsubayashi-ryu, do estilo Shorin-ryu.

### Matsukaze
Matsukaze (松風, vento no pinhal) é o nome que recebe no estilo Shito-ryu, o qual se trata de uma versão peculiar, tal qual sucede com outros katas, há outras versões. O nome não tem uma explicação final, mas se aponta sua origem para a época em que o caratê estava sendo introduzido no resto do Japão. Uma interpretação do diz que, em razão das técnicas executadas, tanto atemi waza quanto nage waza, de modo a incutir a adaptabilidade perante cada situação, como se o lutador fosse um prinheiro a cortar os ventos na montanha, isto teria sido a inspiração.

## Características
O deslocamento se faz em linhas retas e sempre em frente, não há recuos, e, ainda que as versões variem mais ou menos, as mudanças de direção são angulosas, o que mostra nitidamente as ascendência em relação ao estilo Tomari-te. Outro reflexo dessa herança é que o kata apresenta maneiras de aproximação do oponente, de modo suave.
Também há a execução de movimentos ofensivos e defensivos simultaneamente e o emprego de torções e estrangulamentos.
Os ataques são direcionados a pontos vitais, no fito de logo paralisar um oponente e seguir enfrentando os demais; são visados três pontos básicos (jugular, plexo solar e garganta).
O embusen ora é em forma de L, ora, de T.